# Отказанная обратная игра Бодянского
Отказанная обратная игра Бодянского — дебют в русских шашках. Белые после ходов 1.cd4 hg5 отказываются связывать левый фланг черных (ходом 2.gh4) и разыграть дебют «обратная игра Бодянского». Вместо этого белые могут сыграть: I 2.bc3, II 2.gf4, III 2.bc3, IV.2.gf4. После хода 2.gf4 один ответ 2… gh6 формирует позицию из дебюта «центральная партия», другой — 2…gh4 может свестись к дебюту «тычок» ходом 3.dc5. Малоисследованная позиция после 3.fе5 d:f 4 4.е:g5. В.Абаулин в книге «Заметки о дебютной стратегии» пишет: 

"Смысл хода 2. g3—f4 состоит в том, что после 2. . g7—h6 возникают известные в теории построения g7-h6 (, а на 2…g5-h4 белые могут поставить тычок: 3.d4-c5 b6:d4 4.e3:c5 d6:b4 5.a3:c5 . Единственный способ получить новую игру заключается в размене f6-e5! 6.f4:d6 c7:e5 "— http://stas39.narod.ru/debut/Abaylin.files/game6.htm
Аналогично, после хода 1.ab4 черные тоже могут отказаться от связки левого флага белых (ответом 1…ba5) и дебюта Игра Бодянского, сыграв 1…fe5, или 1…hg5, или 1…bc5.' — «отказанная игра Бодянского».
В.Абаулин в книге «Заметки о дебютной стратегии» писал: "

Отказанная обратная игра Бодянского. Рассматриваемый дебют характеризуется тем, что после ходов 1.c3-d4 h6-g5 белые отказываются от связки левого фланга черных. Подобные попытки не новы, и они в значительной степени обоснованы. Ведь совершенно ясно, что шашист, применяющий такой острый и несколько рискованный дебют, как «Обратная игра Бодянского», очевидно, до тонкостей изучил его разветвления. Поэтому психологически оправданным был бы перевод игры на «другие рельсы». Тем более, что при отказе от хода 2.g3-h4 часто удается создать новые, нешаблонные позиции.— http://stas39.narod.ru/debut/Abaylin.files/game3.htm